# De tuinen van Dorr
De tuinen van Dorr is een Nederlandstalige jeugdroman, geschreven door Paul Biegel en uitgegeven in 1969 bij Uitgeverij Holland in Haarlem. De eerste editie werd geïllustreerd door Tonke Dragt. Het boek wordt gerekend tot Biegels beste werken, en is in de loop der jaren uitgegroeid tot een klassieker binnen de Nederlandse jeugdliteratuur. In 1970 werd het bekroond met de prijs van de Amsterdamse Kinderjury.

## Inhoud
Centraal in het verhaal staat de liefdesrelatie tussen prinses Mijnewel en de tuinmansjongen Jouweniet. Laatstgenoemde is door de wraakzuchtige heks Sirdis omgetoverd in een vreemde bloem. De betovering kan enkel worden verbroken als de juiste tuin wordt gevonden om de bloem te planten. De zoektocht van Mijnewel, die wordt vergezeld door de speelman Jarrik, brengt haar uiteindelijk naar de grauwe stad Dorr. Eens heette deze stad Dorrodisia, en was het een toonbeeld van pracht en praal. Sirdis − binnen de stad bekend als Odisia − heeft echter al het leven uit Dorr onttrokken, en alle jongemannen in bloemen veranderd. Daarnaast wordt de stad bewaakt door een zilveren leger.
Na een lange tocht, waarin Mijnewel meerdere Dorrenaars ontmoet, bereikt ze de gezochte tuin. Nadat de bloem is geplant komt Jouweniet weer tot leven, evenals alle andere mannen die het slachtoffer waren van Sirdis' vloek. Dit leidt tot een veldslag tussen de Dorrenaars en het zilveren leger van de heks, die terug is gekeerd. Deze wordt uiteindelijk gedood door Mijnewel, waarna de betovering is verbroken en Dorr weer Dorrodisia wordt. Het verhaal eindigt met het huwelijk van Mijnewel en Jouweniet.